# Paul Rees
Paul Rees, född 20 april 1986 i Oxford, är en brittisk racerförare. Han är son till racerföraren Alan Rees, som tävlade i Formel 2 och körde några Grand Prix i Formel 1 på 1960-talet.

## Racingkarriär
År 2003 började Rees med formelbilsracing, då han körde i Formula Renault 2.0 UK Winter Series. Mellan 2005 och 2006 tävlade han i Formula BMW UK, men gästkörde även i en tävlingshelg i Formula BMW USA 2005. Han tog under de två åren ett fåtal poäng, vilka inte räckte så långt i mästerskapstabellerna. 2007 bytte han tillbaka till Formel Renault-bilar och tävlade i Formula Renault 2.0 UK, dess vinterserie, som han även tävlade i 2003, och gästkörde en tävlingshelg i Championnat de France Formula Renault 2.0. Det blev inte heller där några större framgångar. 2008 och 2009 bytte han till Formula Palmer Audi, där han slutade nia respektive sjua totalt. Han lyckades för övrigt ta två pole position och fem pallplatser<. 2010 tävlade han i FIA Formula Two Championship, men drog sig ur mästerskapet efter endast fyra tävlingshelger. Han slutade som artonde totalt.
Efter åtta år i formelbilsracing, bytte Rees till GT-racing och körde ett fåtal race i olika klasser.
| År                                               | Klass/Mästerskap                          | Team                    | Bil                                      | Totalt/poäng   | Bästa placering              |
| ------------------------------------------------ | ----------------------------------------- | ----------------------- | ---------------------------------------- | -------------- | ---------------------------- |
| 2003                                             | Formula Renault 2.0 UK Winter Series      | Falcon                  | Tatuus FR2000 (Renault)                  | -/0p           | ?                            |
| 2005                                             | Formula BMW UK                            | Team SWR Pioneer        | Mygale FB02 (BMW K1200RS)                | 23:a/2p        | ?                            |
| 2005                                             | Formula BMW USA                           | Walker Racing           | Mygale FB02 (BMW K1200RS)                | 21:a/1p        | ?                            |
| 2006                                             | Formula BMW UK                            | Coles Racing            | Mygale FB02 (BMW K1200RS)                | 18:e/4p        | 8:a på Mondello (Race 1)     |
| 2007                                             | Formula Renault 2.0 UK                    | Mark Burdett Motorsport | Tatuus FR2000 (Renault)                  | 21:a/29p       | 14:e på Donington (Race 2)   |
| 2007                                             | Formula Renault 2.0 UK Winter Cup         | Fortec Motorsport       | Tatuus FR2000 (Renault)                  | 11:a/37p       | 6:a på Croft (Race 2)        |
| 2007                                             | Championnat de France Formula Renault 2.0 | Fortec Motorsport       | Tatuus FR2000 (Renault)                  | -/0p           | Två femtondeplatser          |
| 2008                                             | Formula Palmer Audi                       | ?                       | Van Diemen Spec Formula (Audi 1.8 Turbo) | 9:a/177p       | ?                            |
| 2009                                             | Formula Palmer Audi                       | ?                       | Van Diemen Spec Formula (Audi 1.8 Turbo) | 7:a/217p       | 2:a på Brands Hatch (Race 3) |
| 2010                                             | FIA Formula Two Championship              | Darsena (huvudsponsor)  | Williams JPH1B F2 (Audi)                 | 18:e/18p       | Två sjundeplatser            |
| 2011                                             | International GT Open                     | Mtech Limited           | Ferrari 458 GT3                          | säsongen pågår | säsongen pågår               |
| 2011                                             | International GT Open - GTS               | Mtech Limited           | Ferrari 458 GT3                          | säsongen pågår | säsongen pågår               |
| 2011                                             | FIA GT3 European Championship             | Mtech Limited           | Ferrari F458 Italia                      | 19:e/1p        | Bröt                         |
| Senast uppdaterad: 2011-10-27 (4818 dagar sedan) |                                           |                         |                                          |                |                              |